# AMC Theatres

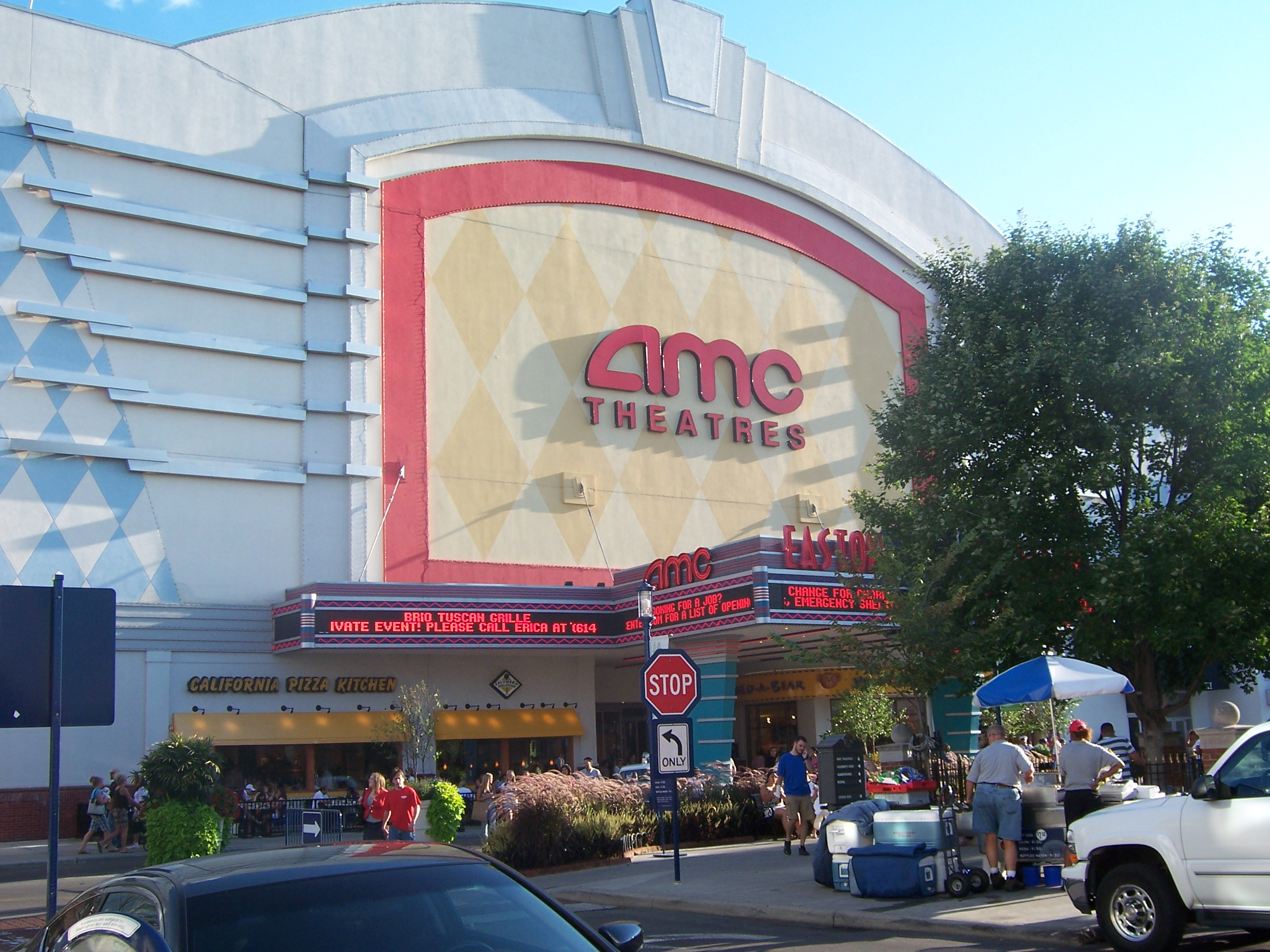
AMC-biograf i Columbus, Ohio.

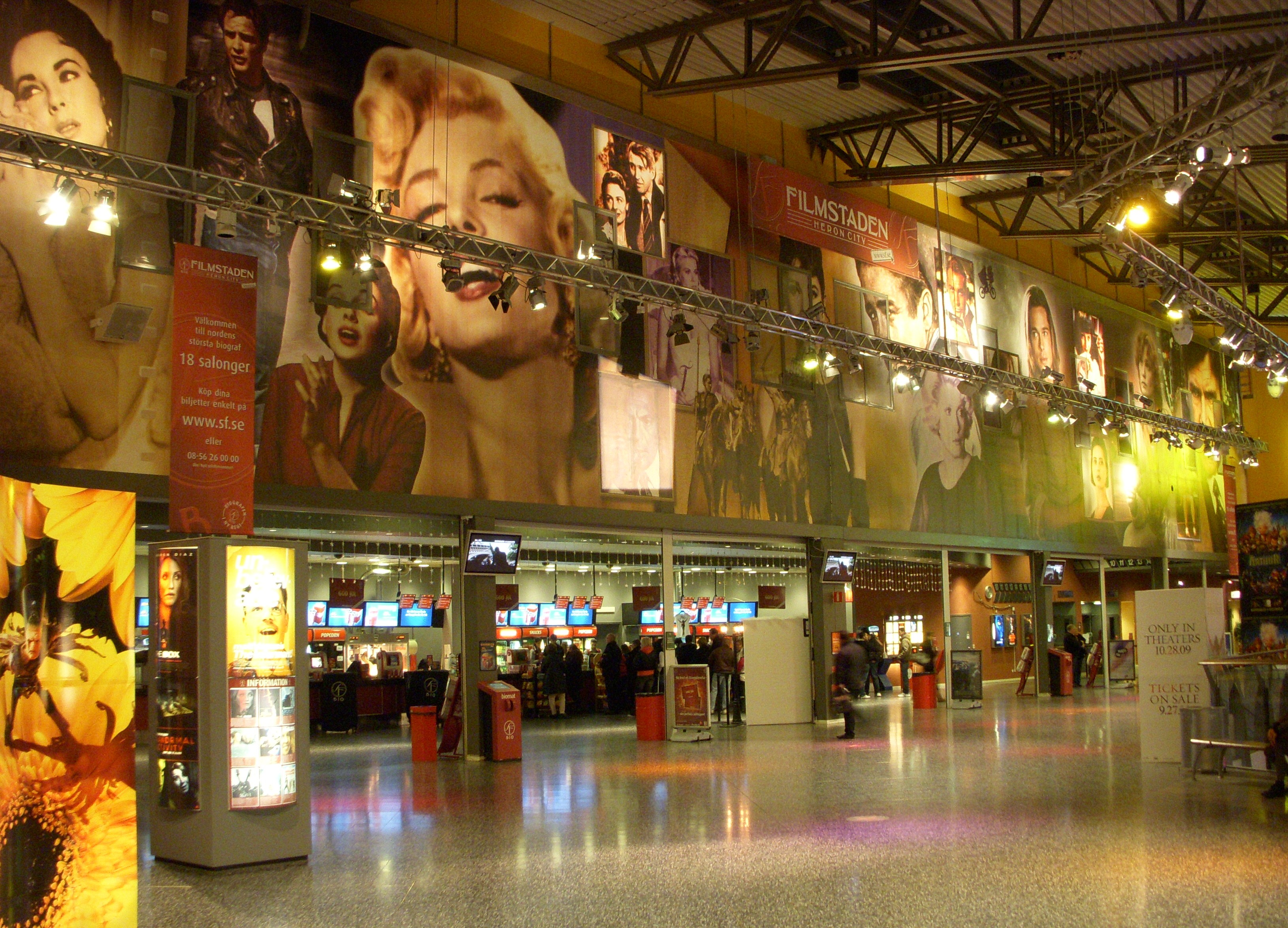
Filmstaden Heron City i Stockholm.

AMC Theatres (AMC Entertainment Holdings Inc.) är en global biografkoncern med säte i Leawood, Kansas. Förkortningen AMC står för American Multi-Cinema. Företaget är branschledande i USA.[källa behövs]

## Historik
AMC grundades 1920 i Kansas City. 1995 öppnade AMC Entertainment sin första multiplexbiograf i Dallas. I slutet av 2022 hörde 950 biografer med totalt 10,500 salonger till AMC. För närvarande (2023) är AMC branschledande i USA.
2012-2021 kontrollerades AMC av den kinesiska koncernen Wanda Group, som nu endast äger 0.002% av bolaget.[källa behövs]

## Verksamhet i Sverige
År 2001 försökte AMC en etablering i Sverige genom att driva multibiografen med 18 salonger i nyöppnade Heron City i Kungens kurva. Anläggningen i Heron City skulle bli den första i raden av biografsatsningar i Sverige. I och med AMC:s intåg i Sverige fick dåvarande SF Bio en allvarlig konkurrent. Som motdrag vägrade SF Distributions (SF:s distributionsbolag) att distribuera svensk film till AMC. Efter bara två år gav AMC upp och sålde Heron Citys 18 biografsalonger till Filmstaden AB, samtidigt byttes namnet till Filmstaden Heron City. Det var även slutet för AMC:s satsning på Sverige.
År 2017 köpte AMC Theatres upp ägaren till Filmstaden, Nordic Cinema Group, som bildades 2013 genom en sammanslagning av SF Bio i Sverige, SF Kino i Norge, Finnkino i Finland och Forum Cinemas i de baltiska länderna. Det innebär även att Herons Citys 18 salonger åter igen ägs av AMC Theatres.